# Christian Kubusch
Christian Kubusch, né le 26 avril 1988 à Gera, est un nageur allemand participant aux épreuves de nage libre.

## Carrière
Lors des Championnats d'Europe, il est médaillé d'argent au 800 m nage libre en 2010 derrière Sébastien Rouault, avec un nouveau record national de la distance. Il a aussi participé aux Jeux olympiques d'été de 2008 à Pékin, où il est engagé dans le relais 4 x 200 m terminant douzième, ainsi que sur le 400 m nage libre lors duquel il est éliminé en séries avec le vingt-neuvième temps.

## Palmarès

### Championnats d'Europe

#### En grand bassin
- Championnats d'Europe 2010 à Budapest ( Hongrie) : 
  -  Médaille d'argent du 800 m nage libre